# Don Torcuato

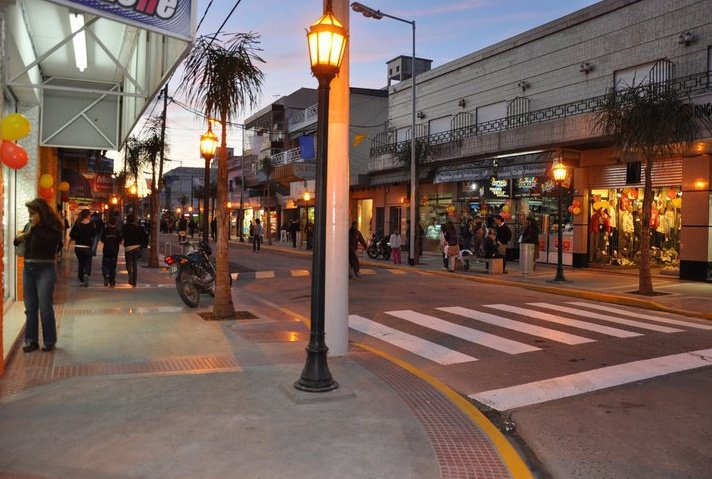
Centro comercial localizado em Don Torcuato.

Don Torcuato é uma cidade da Argentina, localizada na província de Buenos Aires, área metropolitana de Gran Buenos Aires. 
Faz fronteira com as localidades de El Talar, General Pacheco, Troncos del Talar, San Fernando, Victoria, Boulogne, José León Suárez, Loma Hermosa, Campo de Mayo e Ingeniero Adolfo Sourdeaux.
Possui acesso direto à Cidade Autônoma de Buenos Aires pela linha Belgrano Norte do Ferrocarril General Belgrano da rede ferroviária argentina, assim como pela Autopista Pascual Palazzo, parte da Rodovia Panamericana. Também contava com um aeroporto, orgulho de muitos habitantes de Don Torcuato, que foi fechado em 2006 para construir no local um bairro privado, pois deixou de receber apoio e foi patrocinada a venda do aeródromo de San Fernando. Este aeroporto foi um dos aeroportos privados com maior movimento do mundo, tinha várias escolas de voo e oficinas aeronáuticas onde trabalhavam mais de 1000 pessoas, havia uma equipe da Polícia Aeronáutica e dependências da Alfândega.

## História
Exercendo a Presidência da Nação, Marcelo Torcuato de Alvear solicitou ao Conselho Deliberativo do partido de Las Conchas que criasse o bairro de Don Torcuato. Para isso, o próprio Alvear doou uma parcela de terra de 40 hectares das terras que pertenciam a Don Torcuato de Alvear, seu pai.
Durante 1928 a nova cidade começou a tomar forma quando um grande leilão de terras foi realizado com a venda de 1.144 lotes e 118 fazendas, a maioria das quais foram destinadas ao descanso familiar. Cinco ruas da cidade levam o nome dos sobrinhos de Torcuato de Alvear: Carlos, Marcelo, Elvira, Maria e Diego. Outro detalhe que marcou a fisionomia do local foi o nível e a magnífica extensão do Campo de Golfe Don Torcuato, em torno do qual se localizavam muitas das novas construções, e que se situava num terreno de 100 hectares também cedido pela família Alvear, neste caso aos caminhos-de-ferro ingleses. Porque Don Torcuato foi primeiro uma estação de trem, que foi inaugurada em 1910 (na verdade, Don Torcuato tem duas estações de trem no mesmo ramal Belgrano Norte, Don Torcuato e Vice Alte Montes). Precisamente, em torno da atividade ferroviária, formou-se um incipiente núcleo humano, basicamente dedicado ao trabalho do campo que mais tarde acolheu a nova cidade.
Em 1938, os membros do comitê fundador do Clube Hindu, um grupo de estudantes lassalistas, compraram o terreno do Campo de Golfe das ferrovias e estabeleceram a sede da instituição, hoje uma das entidades esportivas de maior tradição que possui uma importante infraestrutura esportiva e social. Isto significou um impulso notável para a vila, uma vez que se tornou uma das principais fontes de trabalho dos habitantes locais, ao mesmo tempo que o seu entorno crescia no seu caráter residencial. Em 1946 foi inaugurado o Aircom, Aeródromo Don Torcuato, terminal que na década de 1960 se tornou o primeiro aeroporto internacional privado do país. Este aeroporto deixou de operar em janeiro de 2006.